# アイスパン
アイスパン（ICEPAN）は、アメリカ合衆国のアイスクリームショップである。本部はカリフォルニア州ロサンゼルス。
この店のアイスクリームは、オーダーが入ってからPAN（-37度の鉄板）の上で材料をこねて、一つ一つ作り上げる。
日本には青山と館林市に店舗があったが、いずれも閉店した。
- ICE PAN 青山店：東京都港区北青山2丁目7-15 NTT青山ビル エスコルテ青山
- ICE PAN 館林アゼリアモール店：群馬県館林市楠町3648-1